# Фрейман, Александр Арнольдович
Алекса́ндр Арно́льдович Фре́йман (10 (22) августа 1879 год, Варшава, Российская империя — 19 января 1968 года, Ленинград, СССР) — российский и советский филолог-иранист. Член-корреспондент АН СССР (1928), член-корреспондент АН Ирана (1944), заслуженный деятель науки Таджикской ССР (1949). Почётный член Польского, Германского[уточнить], Германско-индологического[уточнить] и Американского востоковедных обществ. Основатель и глава советской школы сравнительно-исторического иранского языкознания.

## Биография
Родился в еврейской семье. Окончил гимназию в Варшаве. В 1903 году с диплломом I степени окончил факультет восточных языков Санкт-Петербургского университета по санскритско-персидско-армянскому разряду, учился у К. Г. Залемана, В. А. Жуковского, С. Ф. Ольденбурга, Ф. И. Щербатского и Н. Я. Марра. В 1904—1906 стажировался в Германии под руководством профессора Гисенского университета Христиана Бартоломе в области древнеиранской филологии. 
Работал в Петроградском университете (затем ЛГУ) в 1917—1950 годах. С 1917 года преподавал там авестийский, древне-, средне- и новоперсидский языки. С 1917 — приват-доцент, с 1919 года — профессор, с  1938 по 1950 год — заведующий кафедрой иранской филологии ЛГУ.
Доктор философии с 1906. С 4 октября 1927 года — профессор. С 15 октября 1934 года — доктор языкознания (без защиты).
В 1919—1920 годах преподавал в Петроградском институте живых восточных языков и Переднеазиатском институте в Москве. (По другим сведениям, в Переднеазиатском институте Фрейман преподавал в 1918—1920 годах, и в 1920—1923 годах в Московском институте востоковедения.) С 1921 года — член Института сравнительного изучения литератур и языков Запада и Востока имени А. Н. Веселовского при Петроградском университете и секретарь Коллегии востоковедов при Азиатском музее. (Или, по другим сведениям, в Институте Веселовского Фрейман преподавал в 1923—1929 годах.) В Азиатском музее начал работать еще в студенческие годы (с 1902 года) и долго находился вне штата, только в 1934 году став официальным сотрудником Института востоковедения АН СССР.
14 января 1928 года избран членом-корреспондентом АН СССР по Отделению гуманитарных наук по разряду лингвистики (иранистика). 4 июня 1944 года избран членом-корреспондентом АН Ирана.
Вернувшись в Ленинград из Борового[уточнить], где он находился во время войны, Фрейман возглавил Иранский кабинет ИВ АН СССР (1946). Он возглавлял его до 1956 года. В 1934—1968 годах был научным сотрудником Кабинета.
Похоронен на Серафимовском кладбище Санкт-Петербурга.

## Вклад в науку
Фрейман работал на протяжении шестидесяти лет в разных областях иранистики. Его наиболее важные работы посвящены согдийскому, хорезмийскому и осетинскому языкам. 
В 1933 году он возглавил экспедицию АН СССР к руинам на горе Муг на западе Таджикистана, где был найден архив правителя VIII века Деваштича. Он опубликовал первые свои попытки дешифровки в «Согдийском сборнике» (Л., 1934; сыграл важную роль в исследовании истории и истории культуры Средней Азии), которые были в конечном итоге развиты в работе «Описание, публикации и исследование документов с горы Муг» (М., 1962). По словам востоковеда С. И. Баевского, «эти [две] работы открыли новую эру в исследованиях согдийского языка» (англ. these works opened a new era in Sogdian studies).
Основные работы Фреймана посвящены историческому развитию иранских языков как группы родственных языков («Задачи иранской филологии», 1946), их этимологических и диалектных связей. Он внёс вклад в разработку их классификации.
В 1936 году ИВ АН СССР получил рукопись XIV века с текстом юриста XIII века, Моктара Захеди Газмини (Moḵtār Zāhedī Ḡazmīnī), который содержал арабский трактат с глоссами на хорезмийском. Изучив эти глоссы, Фрейман реконструировал хорезмийский язык XIII века, который был почти полностью утерян. Внёс вклад в исследование грамматики хорезмийского. Также он установил связи между хорезмийским и другими иранскими языками, в особенности согдийским. Результаты этих исследований были опубликованы в работе «Хорезмийский язык» (М., 1951).
Редактор «Осетинско-русско-немецкого словаря» В. Ф. Миллера (тома 1—3, 1927—1934), включающего два основных диалекта осетинского языка (иронского и дигорского). Словарь остался на карточках после смерти Миллера — Фрейман готовил его к печати и увеличил объём почти в два раза.
Также описал и издал ряд памятников пехлевийской письменности, опубликовал работы по пехлевийской палеографии, опубликовал работы по пехлевийской лексикографии.
Один из инициаторов начала исследований в области курдологии в российской науке.
Издано более 100 работ. Они публиковались в Австрии, Польше, Иране, Индии и Чехословакии.

## Архив
- Архив Фреймана находится в Санкт-Петербургском филиале АРАН, фонд 979. Опись.
- Его личное дело там же, ф. 2., оп.11, д. 400 и в АРАН, ф. 411, оп. 4а, д. 226[10].

## Основные труды
- Миллер В. Ф. Осетинско-русско-немецкий словарь / Под редакцией и с дополнениями А. А. Фреймана. — Л. Т. I, 1927. Т. II, 1929. Т. III, 1934.
- Фрейман А. А. Хорезмийский язык. Материалы и исследования. — М.—Л.: Издательство АН СССР, 1951. — 118 с.
- Фрейман А. А. Описание, публикации и исследование документов с горы Муг / ИНА АН СССР. — М.: Издательство восточной литературы, 1962. — 92 с. — (Согдийские документы с горы Муг. Чтение, перевод, комментарий. Выпуск I).